# Linia kolejowa Berlin – Görlitz
Linia kolejowa Berlin-Görlitz – główna linia kolejowa w Niemczech, w krajach związkowych Berlin, Brandenburgia i Saksonia, która została wybudowana przez Berlin-Görlitzer Eisenbahn-Gesellschaft. Obsługuje Łużyce pociągami z Berlina przez Chociebuż do Görlitz.  Linia jest zelektryfikowana tylko na odcinku Berlin – Chociebuż.